# Ubugoe (森口博子单曲)
《Ubugoe》是日本女歌手森口博子的第34张单曲。这张单曲由KING RECORDS和SONIC BLADE于2022年6月1日联合发行。单曲的封面歌曲《Ubugoe》也是同年6月在日本上映的动画电影《机动战士高达 库克罗斯·德安之岛》的主题曲。B面歌曲包含两支由森口博子翻唱的电视动画《机动战士高达》歌曲，以及封面曲目的伴奏带。
本单曲发售后首周就进入了日本ORICON单曲销量排行榜第10位。森口博子也凭借本单曲，继1993年单曲《鸣笛》之后时隔29年再度进入ORICON单曲榜TOP10。
《Ubugoe》也是本單曲中的一首歌曲。本曲由松井五郎作词，doublegrass作曲，富田惠一担任编曲，是同年上映日本动画电影《機動戰士GUNDAM 庫克羅斯·德安之島》的主题曲。歌词主要以电影《机动战士GUNDAM 库克鲁斯·德安之岛》中登场的人物卡拉为视角，描绘了其身为被收养的孤儿中最年长者还要担负起照顾年幼者的心境。在2022年6月1日由KING RECORDS与SONIC BLADE联合发行。

## 概要
本单曲CD收录了《Ubugoe》、《现在先道晚安》（いまはおやすみ）、《永远的阿姆罗/VOJA伴唱》（永遠にアムロ / with VOJA）以及《Ubugoe》的伴奏带。
单曲封面歌曲兼主打歌《Ubugoe》被选作2022年由安彦良和执导的日本动画电影《机动战士高达 库克鲁斯·德安之岛》的主题曲。单曲B面收录了电视动画《机动战士高达》中的插曲《现在先道晚安》以及片尾曲《永远的阿姆罗/VOJA伴唱》的翻唱版。单曲分三种规格发行，分别是普通版、首发限定版和影院限量发售版。首发限定版内附带主打曲MV及其制作片段版MV的蓝光光盘，而影院发售限量版附有LP尺寸的小册子和纸质CD壳。这两种规格的封面插图都由电影导演安彦良和绘制。普通版的封面则是在充满柔和光照背景下的森口博子的照片搭配其以光的轨迹亲自书写的标题“Ubugoe”。在指定的专卖店购买这支单曲时，购买者还能获赠由安彦良和绘制的透明A4文件夹作为礼品。
随首发限定版内附的蓝光碟收录有主打曲MV和制作片段视频。这支单曲的MV制作人由曾负责森口博子《在宇宙的彼端》和《鸟笼的少年》MV制作的斋藤槙治担纲。
2022年动画电影《机动战士GUNDAM 库克鲁斯·德安之岛》的主题曲出现在电影的结尾。本曲也是森口博子自2016年为OVA《机动战士GUNDAM THE ORIGIN IV 命运的前夜》演唱主题曲《在宇宙的彼端》之后，约五年半来首次为高达系列演唱主题曲。这首歌曲由松井五郎负责作词，doublegrass负责作曲，而编曲则由曾为KIRINJI和MISIA等制作了热门歌曲的富田惠一担纲。歌词描写了电影《机动战士GUNDAM 库克鲁斯·德安之岛》中少女卡拉的情感。

## 解说
作为《机动战士高达 库克鲁斯·德安之岛》的主题曲，单曲主打歌《Ubugoe》主要演绎了剧中人物卡拉的母亲般的心境。单曲中收录的动画插曲《现在先道晚安》翻唱版，其原曲由原版动画中饰演玛蒂尔达的户田惠子演唱，包含人的温柔、日常的纠葛以及心间动摇的情感。而原版动画片尾曲的翻唱版《永远的阿姆罗/VOJA伴唱》，则是一首充满活力的歌曲。
森口博子被誉为“GUNDAM的歌姬”，曾在1985年以电视动画《机动战士Z高达》后期片头曲《将爱寄予水之星》出道。1991年，她又凭借动画电影《机动战士GUNDAM F91》的主题曲《ETERNAL WIND〜微笑在闪耀的风中〜》一炮而红并在接下来6年间持续参加了NHK红白歌合战。在最近几年，森口凭借《GUNDAM SONG COVERS》系列专辑“为成年人翻唱GUNDAM歌曲”引发潮流，大受爱好者欢迎。在本曲首次发表现场，森口博子表示动画导演，同样也是原版电视动画《机动战士高达》的角色设计师安彦良和在时隔40多年后实现了自身梦想的同时，也圆了她与原作第15集重逢以及“50多岁了也能唱主题曲”的梦想。森口回忆在宣传《机动战士高达THE ORIGIN IV命运的前夜》中的主题曲时就曾在活动中宣布40多岁的她“即使到了50多岁也要唱高达的歌”。安彦良和导演在制作2022年高达系列动画电影《机动战士GUNDAM 库克鲁斯·德安之岛》时想起了当时的事情，于是再次邀请森口来演唱该片的主题曲。
歌名“Ubugoe”意思是“（婴儿）出生时的啼哭声”。森口博子表示《Ubugoe》这首歌以“母性”为主题，用轻柔有力的唱腔描绘了少女卡拉以小小的年纪就要承担起照顾更年幼孩子的情感。卡拉是动画电影《机动战士高达 库克鲁斯·德安之岛》中角色库克鲁斯·德安在孤岛上抚养的20个孩子之一，在孩子们中作为年纪最长者以代替母亲身份的存在。当被问及录音时的感想时，森口提到作为唱出了卡拉的心声的曲子，歌名“Ubugoe”（産声）既是岛上孩子们的“初啼”，也是卡拉自己的初啼。不只是新生婴儿有初啼，成年人每天也都在重新开始，所以成年人也有每天的初啼。而阿姆罗和德安也在经历着每日不断的重生，也有属于他们各自的初啼。森口说当她第一次听到曲子的演示版时，感叹道演绎这首壮丽而宽广的歌曲是“37年音乐活动中难度最高的一次”。

## 制作
单曲封面曲目《Ubugoe》由松井五郎作词，doublegrass作曲，而编曲则由曾为KIRINJI和MISIA等制作了热门歌曲的富田惠一担纲。B面歌曲的《现在先道晚安》在本单曲中由音乐制作人时乘浩一郎负责编排。他在制作时将森口博子真情演绎的歌声与高音萨克斯、弦乐、吉他等纤细地交织在一起。另一首B面歌曲《永远的阿姆罗/VOJA伴唱》则由乐团DIMENSION的原成员、爵士钢琴家小野塚晃用Rhodes琴重新进行编曲，由音乐团体VOJA和声合唱。在最近几年，森口凭借《GUNDAM SONG COVERS》系列专辑“为成年人翻唱GUNDAM歌曲”引发潮流，大受爱好者欢迎。而单曲中的这两支捆绑曲目则是延续这一潮流，继续由森口博子以主唱身份翻唱再现。
这次主打曲《Ubugoe》的MV分别在三处取景地取景拍摄制作出神秘壮丽的影像，整个拍摄历经两天。在MV的开头，有无数玻璃球漂浮在天花板上方的空间中闪烁着生命的光芒，随着场景的变化，逐渐被黑暗中的希望之光照亮。而在歌曲高潮部分，让人联想到《机动战士GUNDAM 库克罗斯·德安之岛》舞台的壮丽大自然逐渐展开。

## 宣传和发行
2022年4月24日，森口博子透露她将为由安彦良和导演的动画电影《机动战士高达 库克鲁斯·德安之岛》演唱主题曲《Ubugoe》，该曲也确认会与《现在先道晚安》和《永远的阿姆罗/VOJA伴唱》两支曲目一起被收录进单曲《Ubugoe》中于同年6月1日发售。4月27日，发行方也在YouTube上上传了本单曲主打歌《Ubugoe》的MV。同时，电影制片方也发步了以主打曲《Ubugoe》为背景音乐的影片预告片。
主打曲最早在2022年4月24日在福冈举办的三井购物公园啦啦宝都实体大小ν高达立像揭幕仪式上由森口博子首次公开。在消息发表现场，森口博子表示导演在40多年后实现了自身梦想的同时，也圆了她与原作第15集重逢以及“50多岁了也能唱主题曲”的梦想。

## 商业成绩
本单曲上架首周，就在ORICON单曲排行榜上以5000张的销量排行第10位。这也使得森口博子自从1993年6月21日凭借《鸣笛》（ホイッスル）登榜第10位后，时隔29年再次进入ORICON单曲销量周榜TOP10。在重返ORICON单曲榜TOP10间隔纪录中排在历史第五位，女歌手中则排在第三位，紧随和田现子和美空云雀之后。上市第二周，本单曲依旧保持在ORICON榜单第十位的排名。而在Billboard榜单上，本单曲上榜后首周就位居Hot Animation榜单第11位，而在歌曲下载榜排在第41位。在TBS发布的TOP100榜单上，本单曲上架第一周仅排名第90位。

## 评价
作为演唱者的森口博子评价主打歌的歌词深沉，曲调华丽，并在社交平台上表示“深受感动”。在提到收到这首曲子时的感受，她这首歌有着宏大的格局感，让人只听一次就能被触动心弦。其中的歌词“每个人认识的世界都有各自的正确，但是在崎岖地平线上的黎明却是唯一的”让在家练习的森口泪流满面。

## 现场演唱
在2022年4月24日首次公开发表的立像揭幕仪式上，森口博子现场演唱主打歌。5月3日，在昭和女子大学人见纪念讲堂举行的“Starry People”演唱会上，森口博子将《Ubugoe》作为返场曲现场演唱。6月5日在电影《机动战士GUNDAM 库克鲁斯·德安之岛》的上映纪念现场答谢会上，森口博子再次公开演唱并表示“很高兴能演唱美妙的作品”。

## 收录曲目
| CD单曲 | CD单曲                           | CD单曲   | CD单曲      | CD单曲               | CD单曲       |
| 曲序   | 曲目                             |          | 作曲        | 编曲                 | 备注         |
| ------ | -------------------------------- | -------- | ----------- | -------------------- | ------------ |
| 1.     | Ubugoe                           | 松井五郎 | doubleglass | 富田惠一             |              |
| 2.     | （翻唱）                         | 井荻麟   | 渡边岳夫    | 时乘浩一郎           | 现在先道晚安 |
| 3.     | （翻唱）                         | 井荻麟   | 渡边岳夫    | 小野塚晃、时乘浩一郎 | 永远的阿姆罗 |
| 4.     | Ubugoe（Instrumental）（伴奏带） | 松井五郎 | doubleglass | 富田惠一             |              |

| 蓝光光碟（仅首发限定版附带） | 蓝光光碟（仅首发限定版附带）    |
| 曲序                         | 曲目                            |
| ---------------------------- | ------------------------------- |
| 1.                           | Ubugoe（Music Video）           |
| 2.                           | Ubugoe（Making of Music Video） |

## 脚注